# Litewskie Linie Lotnicze
Litewskie Linie Lotnicze (lit. Lietuvos oro linijos) – przedwojenny litewski przewoźnik narodowy działający w latach 1938–1940 z lotniska Aleksota w Kownie.

## Historia

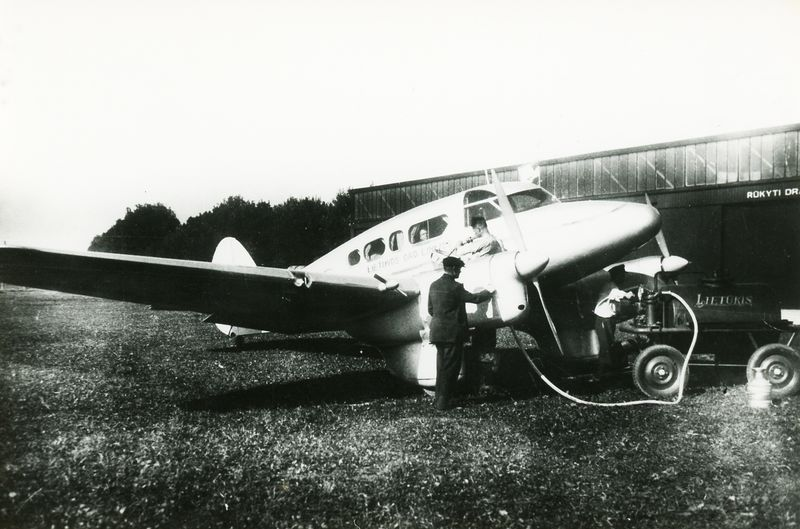
Tankowanie samolotu Litewskich Linii Lotniczych na lotnisku Aleksota w Kownie, 1939.

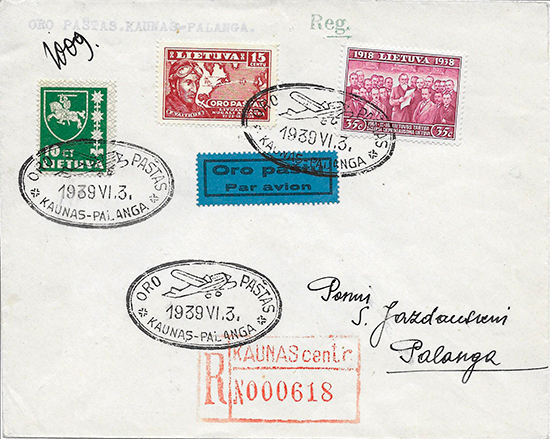
List polecony przewieziony samolotem Litewskich Linii Lotniczych na trasie Kowno-Połąga, 3 czerwca 1939 roku.

Pasażerski transport lotniczy na Litwie rozpoczął działalność w 1922 roku. Był obsługiwany przez zagraniczne towarzystwa lotnicze, najczęściej w formie tranzytu przez terytorium litewskie (od 1938 roku był to także polski LOT, który latał na trasie Warszawa-Wilno-Kowno-Ryga-Tallin-Helsinki). W 1934 roku Litewskie Ministerstwo Komunikacji otrzymało prośbę od Litewskiego Klubu Lotniczego dotyczącą utworzenia regularnej linii lotniczej między Kownem a Kłajpedą. Jakkolwiek pomysł był dyskutowany w litewskiej prasie, ministerstwo nie podjęło konkretnych kroków w celu jego realizacji. Dopiero powstanie łotewskiej linii lotniczej Valsts gaisa satiksme w 1937 roku stało się czynnikiem pobudzającym ambicjonalnie litewskich polityków do utworzenia własnego przewoźnika narodowego. Latem 1938 roku na Litwę zostały dostarczone dwa samoloty Percival Q6 produkcji brytyjskiej, które miały stanowić zaczątek floty powietrznej tworzonych Litewskich Linii Lotniczych. Samoloty otrzymały nazwę Stasys Girėnas i Stepas Darius, na pamiątkę litewskich odpowiedników Żwirki i Wigury, których połączył ten sam tragiczny los. 
Litewskie Linie Lotnicze powstały we wrześniu 1938 roku jako przewoźnik narodowy Litwy. Loty odbywały się na trasie Kowno-Połąga regularnie w półroczu letnim. Przelot na tej trasie trwał 1 godzinę. Pierwsze loty we wrześniu 1938 roku miały charakter próbny i odbywały się na trasie Kowno-Kłajpeda. Początkowo planowano utworzenie regularnego połączenia lotniczego z Kłajpedą, lecz z powodu zajęcia miasta przez III Rzeszę w marcu 1939 roku, postanowiono przenieść loty do pobliskiej Połągi, gdzie w 1939 roku ulepszono nawierzchnię lotniska i wzniesiono terminal. W sezonie czerwiec-wrzesień 1939 Litewskie Linie Lotnicze przewiozły na trasie Kowno-Połąga-Kowno 794 pasażerów, 3476 kg poczty i 3783 kg towarów. W 1939 roku otwarto także połączenie lotnicze Kowna z Rygą.
Wybuch II wojny światowej i okupacja Litwy w czerwcu 1940 roku przez ZSRR zakończyły krótką działalność Litewskich Linii Lotniczych. W czerwcu 1940 roku samoloty litewskie zostały przejęte przez okupanta sowieckiego i przekazane Aerofłotowi, który wykorzystywał je do wybuchu wojny z III Rzeszą (1941) na trasie Ryga-Moskwa i Ryga-Wielkie Łuki.
Spadkobiercą lotniczych tradycji pierwszego przewoźnika narodowego Litwy stały się Litewskie Linie Lotnicze LAL utworzone w 1991 roku, po odzyskaniu niepodległości przez Litwę.